# Lilla Drisstjärnen
Lilla Drisstjärnen är en sjö i Göteborgs kommun i Västergötland och ingår i Göta älvs huvudavrinningsområde. Lilla Drisstjärnen ligger i Vättlefjäll Natura 2000-område.

## Bilder

Lilla Drisstjärnen
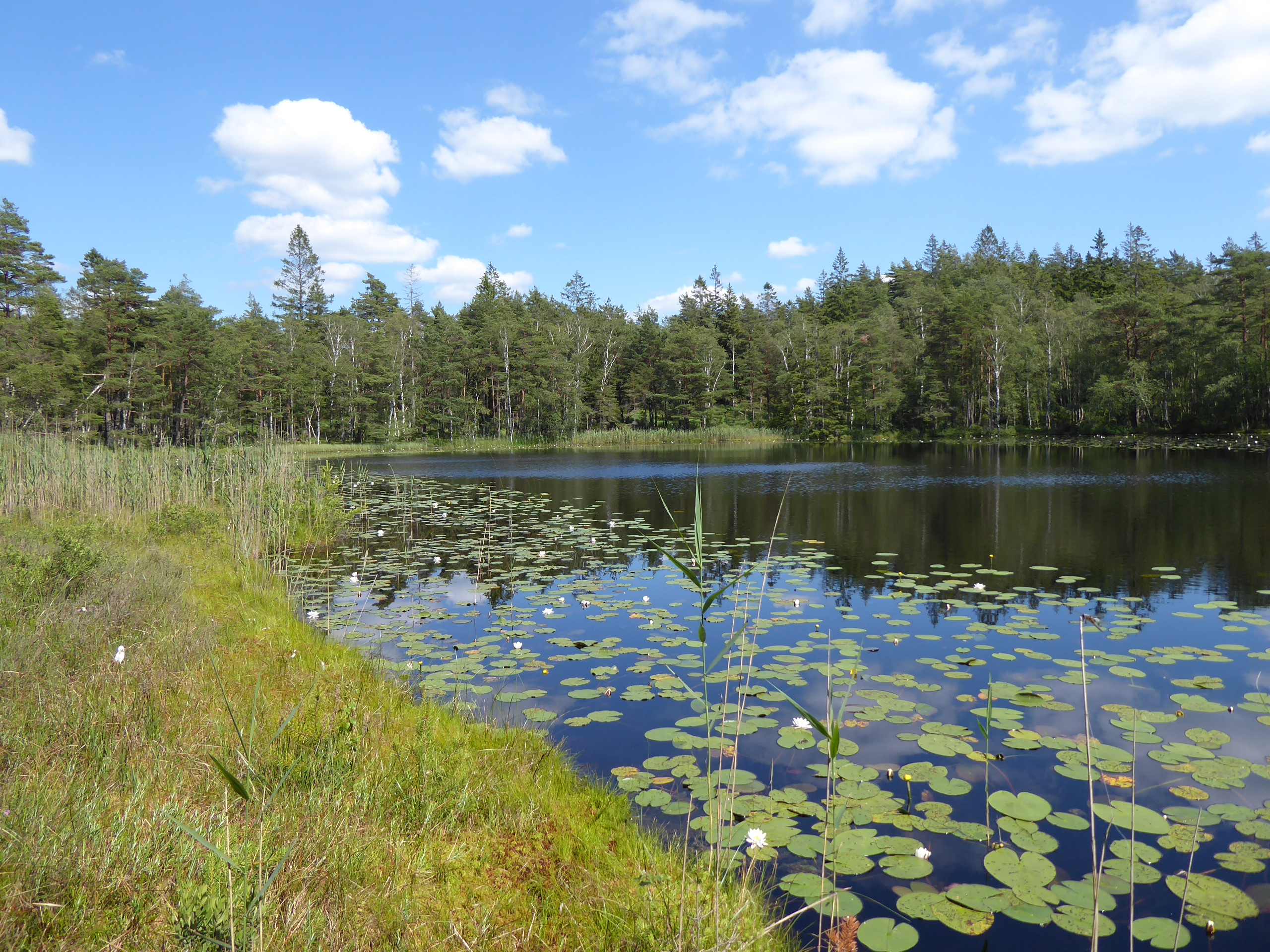
Lilla Drisstjärnen västerifrån i juni 2024.
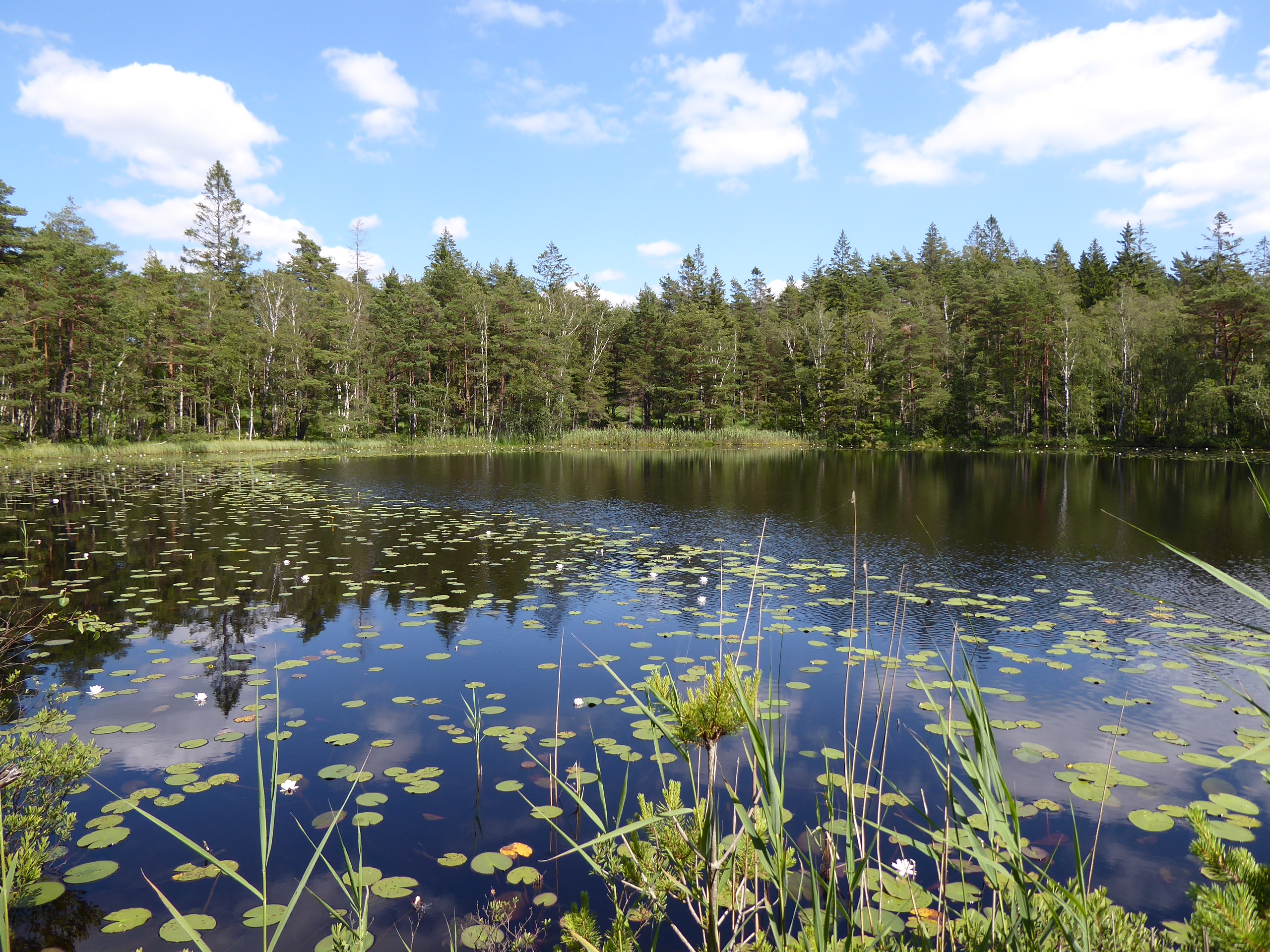
Lilla Drisstjärnens norra del i juni 2024.
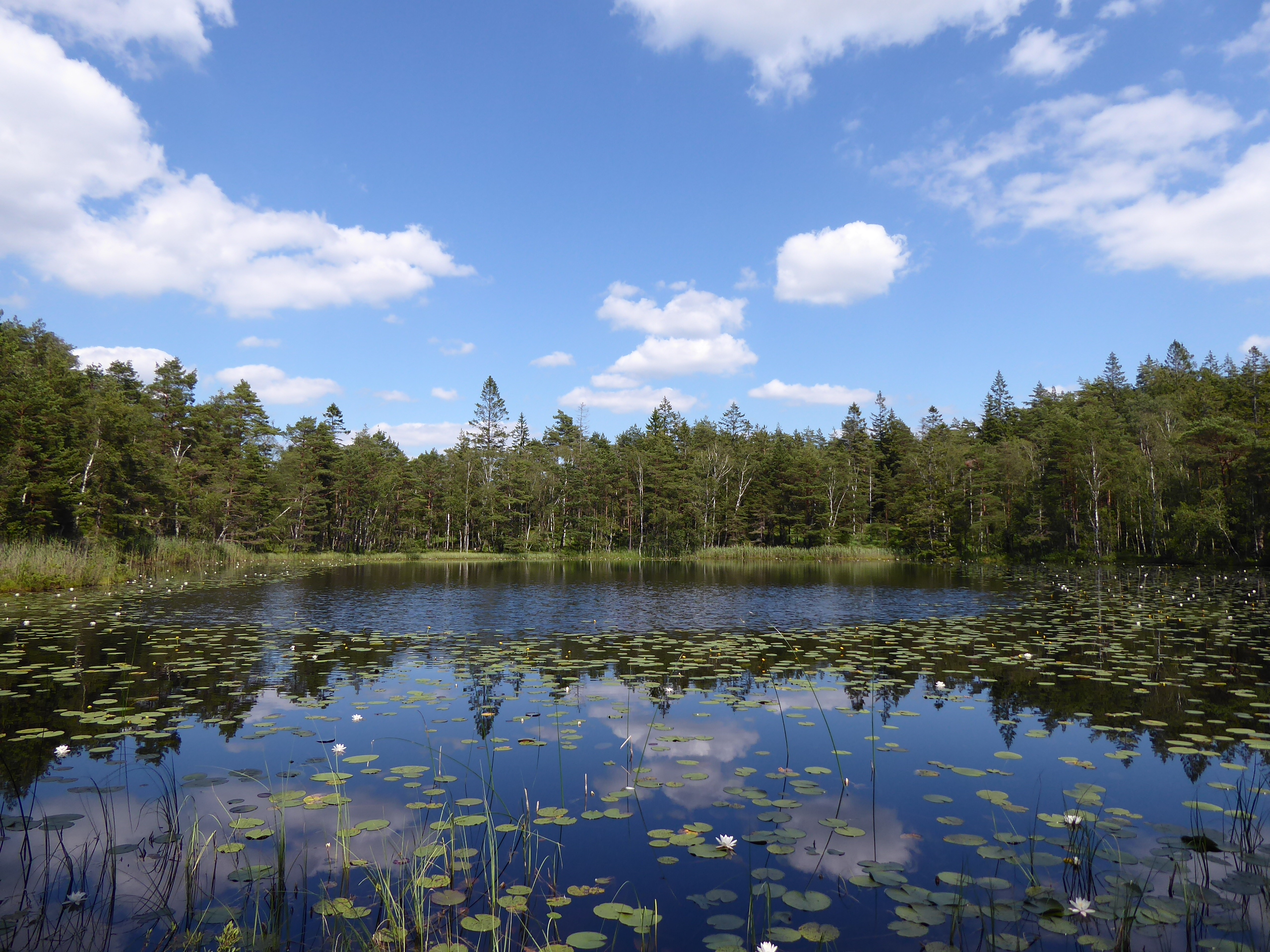
Lilla Drisstjärnen söderifrån i juni 2024.